# Michael Duffy
Michael Duffy (Derry, 28 de julio de 1994) es un futbolista norirlandés que juega de extremo en el Derry City F. C. de la Premier Division.

## Trayectoria
Duffy comenzó su carrera deportiva en el Derry City, equipo que se encontraba en la Premier Division de Irlanda. Debutó, con este equipo, el 3 de septiembre de 2012, en la derrota de su club por 3-0 frente al St Patrick's Athletic.

### Celtic
En 2015 fichó por el Celtic de Glasgow de la Scottish Premiership, siendo cedido de forma inmediata al Allo Athletic en la temporada 2015-16.
En la temporada 2016-17 volvió a salir cedido, en esta ocasión al Dundee F. C.

### Dundalk
En enero de 2017 fichó por el Dundalk F. C. de la Premier Division de Irlanda.

## Selección nacional
Duffy fue internacional sub-18, sub-19 y sub-21 con la selección de fútbol de Irlanda del Norte.

## Clubes
| Club                          | País              | Año       |
| ----------------------------- | ----------------- | --------- |
| Derry City F. C.              | Irlanda del Norte | 2012-2015 |
| Celtic F. C.                  | Escocia           | 2015-2017 |
| Alloa Athletic F. C. (cedido) | Escocia           | 2015-2016 |
| Dundee F. C. (cedido)         | Escocia           | 2016-2017 |
| Dundalk F. C.                 | Irlanda           | 2017-2021 |
| Derry City F. C.              | Irlanda del Norte | 2022-     |

## Palmarés

### Títulos nacionales
| Título                     | Club          | País    | Año  |
| -------------------------- | ------------- | ------- | ---- |
| Copa de la Liga de Irlanda | Dundalk F. C. | Irlanda | 2017 |
| Premier Division           | Dundalk F. C. | Irlanda | 2018 |
| Copa de Irlanda            | Dundalk F. C. | Irlanda | 2018 |
| Supercopa de Irlanda       | Dundalk F. C. | Irlanda | 2019 |
| Copa de la Liga de Irlanda | Dundalk F. C. | Irlanda | 2019 |
| Premier Division           | Dundalk F. C. | Irlanda | 2019 |
| Copa de Irlanda            | Dundalk F. C. | Irlanda | 2020 |
| Supercopa de Irlanda       | Dundalk F. C. | Irlanda | 2021 |